# Another Setting
Albums de The Durutti Column
LC
(Novembre 1981) Without Mercy
(Octobre 1984)
Another Setting est le troisième album studio du groupe anglais : The Durutti Column, sorti en août 1983.

## Liste des titres
Tous les titres écrits par Vini Reilly.
Édition vinyle de 1983 :
Face A
- A1. Prayer
- A2. Response
- A3. Bordeaux
- A4. For a Western
- A5. The Beggar

Face B
- B1. Francesca
- B2. Smile in the Crowd
- B3. You've Heard It Before
- B4. Dream of a Child
- B5. Second Family
- B6. Spent Time

Réédition CD de 2015 par Factory Benelux (FBN-30-CD):
1. Prayer
2. Response
3. Bordeaux
4. For a Western
5. The Beggar
6. Francesca
7. Smile in the Crowd
8. You've Heard It Before
9. Dream of a Child
10. Second Family
11. Spent Time
12. I Get Along Without You Very Well
13. Love Fading
14. For Noriko
15. Bordeaux (en public au WOMAD)
16. The Beggar (en public à La Cigale)
17. Piece for Out of Tune Grande Piano

## Personnel
The Durutti Column
- Vini Reilly – tous instruments

Personnel additionnel
- Bruce Mitchell - percussions
- Simon Topping - trompette
- Maunagh Fleming - cor anglais